# Шевиньи-ан-Вальер
Шевиньи́-ан-Валье́р (фр. Chevigny-en-Valière) — коммуна во Франции, находится в регионе Бургундия. Департамент коммуны — Кот-д’Ор. Входит в состав кантона Бон-Юг. Округ коммуны — Бон.
Код INSEE коммуны — 21170.

## Население
Население коммуны на 2010 год составляло 293 человека.
| 1962 | 1968 | 1975 | 1982 | 1990 | 1999 | 2010 |
| ---- | ---- | ---- | ---- | ---- | ---- | ---- |
| 172  | 165  | 153  | 195  | 235  | 233  | 293  |

## Экономика
В 2010 году среди 185 человек трудоспособного возраста (15—64 лет) 142 были экономически активными, 43 — неактивными (показатель активности — 76,8 %, в 1999 году было 77,3 %). Из 142 активных жителей работали 136 человек (71 мужчина и 65 женщин), безработных было 6 (3 мужчин и 3 женщины). Среди 43 неактивных 17 человек были учениками или студентами, 18 — пенсионерами, 8 были неактивными по другим причинам.